# Yeshe Tsogyal

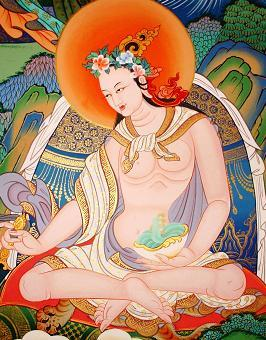
A senhora Karchen.

Yeshe Tsogyal (cerca de 757 ou 777–817), também chamada de “o vitorioso oceano do conhecimento”, “a imperatriz do lago do conhecimento” (tibetano: ཡེ་ཤེས་མཚོ་རྒྱལ, transliterado: ye shes mtsho rgyal), ou também com seu nome sânscrito de Jñānasāgara (“o oceano da sabedoria”), ou senhora Karchen pelo nome de seu clã de proveniência, foi uma santa budista tibetana que alcançou a iluminação em sua vida e que é considerada como “a mãe do budismo tibetano”.
Há fontes que dizem que ela fosse uma das mulheres ou das concubinas oficiais do imperador do Tibete Tri Songdetsen quando ela começou a estudar as filosofias budistas com o grande místico Padmasambhāva que tinha chegado recentemente na corte para adjudar os tibetanos a construir o monastério de Samye; ela tornar-se-ia uma das esposas tântricas principais dele na prática do karmamudrā. Padmasambhāva é considerado o fundador da ordem Nyingma do budismo tibetano — onde Yeshe Tsogyal ocupa a posição mais alta entre as outras santas — e é considerado também como um segundo buda da nossa era.  A senhora Karchen está famosa por ter revelado termas com Padmasambhāva, e também por ter sido a escriba principal dessas revelações divinas. Os termas são manuscritos de conhecimento sagrado revelados por Padmasambhāva em pessoa, e que Yeshe Tsogyal escondeu alguns deles para o benefício das novas gerações que chegariam.
Nascida como uma princesa na região do Karchen, ela fugiu de casamentos arranjados até Tri Songdetsen  capturou-a. Yeshe Tsogyal viveu por mais ou menos noventa e nove anos e tornou-se uma das figuras mais importantes da escola Nyingma, e também um modelo de virtude e disciplina para todos os devotos budistas. Embora ela seja frequentemente referida como a esposa principal de Padmasambhāva, Yeshe Tsogyal foi principalmente uma mestra espiritual por conta própria.
Por suas realizações espirituais, as ordens Nyingma e Karma Kagyu do budismo tibetano reconhecem Yeshe Tsogyal como uma mulher buda.

## Biografia

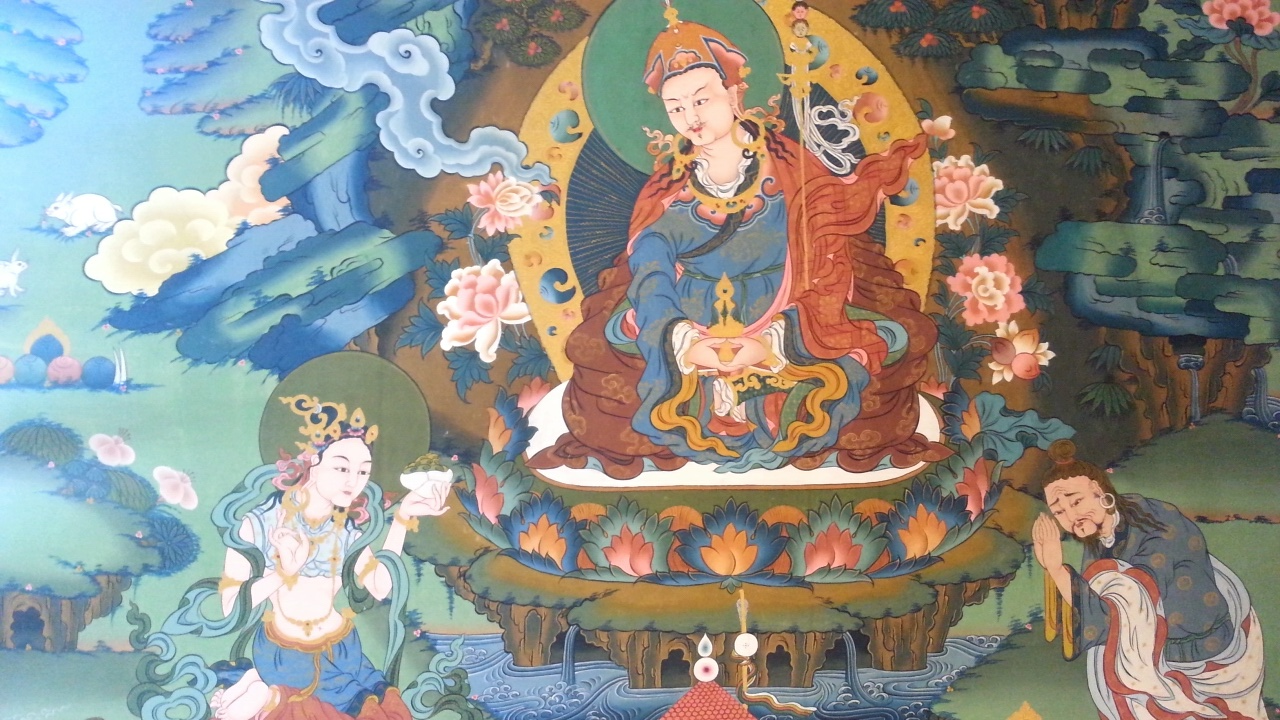
Padmasambhāva sentado em seu trono com Yeshe Tsogyal ali debaixo.

De acordo com a lenda, Yeshe Tsogyal nasceu na mesma maneira do Buda histórico: com um mantra que ressoava perto dela enquanto sua mãe dava-a à luz sem sofrimento. É considerada uma reencarnação da Maya, a mãe do Buda. Seu nome — “a rainha do lago da sabedoria” — deriva duma lenda que diz que seu nascimento tivesse causado um lago próximo de se aumentar tanto que as dimensões dele redobraram.
Ela já tinha suas tendências espirituais na infância, visto que teria preferido dedicar-se ao estudo e à prática do dharma em vez de se casar. Ela estava tão convicta disso que uma vez escapou de casa e sua família teve de ir a pegá-la com a força. Aos dezesseis anos, foi obrigada a se casar com o imperador do Tibete daqueles dias, Tri Songdetsen, embora ela não quisesse.
Depois do matrimônio, Tri Songdetsen convidou à corte Padmasambhāva com um amigo dele, um abade e letrado budista, para espalhar os ensinamentos do Buda no Tibete. O imperador deu sucessivamente a mão de Yeshe Tsogyal a Padmasambhāva como um presente, e ele não somente aceitou, mas a libertou e tornou-a antes uma de seus estudantes mais importantes, e depois também uma de suas esposas.

## Vida espiritual e realizações

### No corpo duma mulher

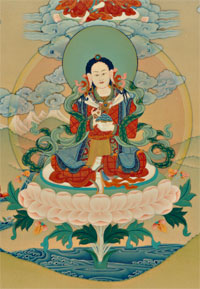
Uma pintura tradicional de Yeshe Tsogyal.

Pelo que pertence à presença das mulheres dentro do panorama monástico tibetano, Yeshe Tsogyal foi um modelo de comportamento, e ainda hoje ela é considerada como um exemplo a imitar. Quando ela perguntou a Padmasambhāva se, na prática espiritual dela, tivesse de levar em consideração algumas adaptações particulares por seu “corpo inferior de mulher” — uma expressão frequentemente usada nas biografias das santas tibetanas — a reação de Padmasambhāva foi aquela de lhe responder que seu corpo feminino não era um obstáculo à iluminação, como as pessoas criam, mas algo mais: “o fundamento para a iluminação é um corpo humano. Homem ou mulher, não há diferença. Mas se a mulher for capaz de desenvolver o bodhicitta, a mente focalizada sobre o ganhamento da iluminação, ter um corpo de mulher poderia ser melhor.”
Depois de tantos anos estudando seriamente e praticando a meditação, o nível de despertamento espiritual, de iluminação, da senhora Karchen tornou-se o mesmo do Padmasambhāva.

## Práticas espirituais
Yeshe Tsogyal está famosa por ter passado anos sozinha, em isolamento por retiros de meditação. Ela conseguiu terminar vários ciclos de práticas tântricas espirituais que aprendera de Padmasambhāva e doutras criaturas sábias com as quais ela entrara em contacto, como por exemplo as práticas de Vajrakīlaya, o tummo, o zhitro e o karmamudrā.
Todas essas práticas conduziram a senhora Karchen à iluminação. Entre os leigos tibetanos, ela é considerada uma buda completamente iluminada que assume a forma duma mulher ordinária para ser mais acessível às pessoas ordinárias, “que, no momento, ainda não conseguem ver sua forma de Vajravārāhī como uma deidade completamente liberada.”

## Estudantes

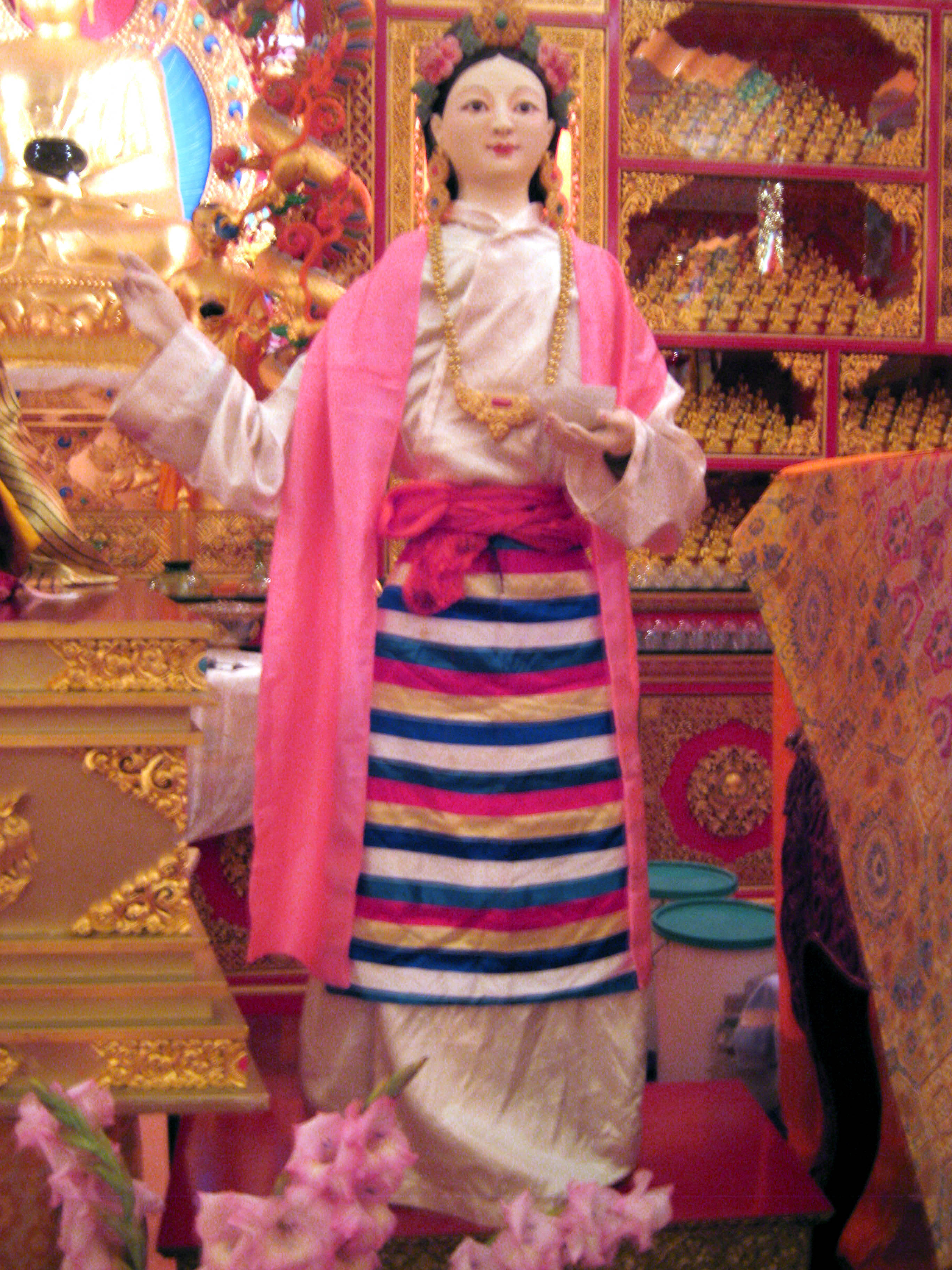
Uma estátua de Yeshe Tsogyal.

Quando ela morreu, diz-se que Yeshe Tsogyal tivesse onze estudantes principais, que eram igualmente homens e mulheres. Estes estudantes que pertencem à linhagem da senhora Karchen são:
- Karchen Zhonnu Dronma;
- Monmo Tashi Khyidren, ou as crianças Tashi (do Butão);
- Shelkar Dorje Tsomo, ou Dorje Tsomo (do Shelkar);
- Be Yeshe Nyingpo;
- Ma Rinchen Chok;
- Odren Zhonu Pel, ou Odren Pelgyi Zhonnu;
- Langlab Gyelwa Jangchub Dorje;
- Lasum Gyelwa Jangjub, ou Atsara Sale;
- Darcha Dorje Pawo;
- Ukyi Nyima, ou Surya Tepa (do Tibete central);
- A rainha Li-za Jangchub Dronma, ou Jangchub Drolma (do Cotã), uma das rainhas de Tri Songdetsen.

Todos os últimos ensinamentos de Yeshe Tsogyal foram partilhados por ela porque estes onze estudantes pediram-lhos.
Junto com os estudantes principais dela, havia também mais ou menos setenta e nove outros estudantes menores que estavam presentes ali naquele momento escutando os ensinamentos dela.

## Emanações
Yeshe Tsogyal é considerada uma emanação da bodhisattva Tara e também uma emanação das ḍākinīs Samantabhadrī e Vajrayoginī e do prajñāpāramitā, o conhecimento transcendental.

## Vozes correladas
- Padmasambhāva
- Dama do lago
- Ḍākinī